# Niederberger Gruppe
Die Niederberger Gruppe Verwaltungs-GmbH ist ein im Bereich Gebäudemanagement tätiges deutsches Dienstleistungsunternehmen. Sitz des Unternehmens ist Köln.

## Geschichte
Die Niederberger Gruppe ist aus der 1924 von Jakob Niederberger und Albert Armbrust in Köln gegründeten Jakob Niederberger Großbauten-Reinigungs GmbH & Co. KG hervorgegangen. Zunächst noch ausschließlich im Einzugsgebiet von Köln tätig, bot das Unternehmen seine Dienstleistungen ab den 1930er-Jahren auch im Ruhrgebiet an. Dabei war er einer der ersten Dienstleister in der Region, der die Unterhaltsreinigung von Großbauten im Abonnement anbot.
Der Zweite Weltkrieg bedeutete für das Unternehmen das vorübergehende Aus. 1943 war Jakob Niederberger zum Militärdienst eingezogen worden. 1945 kehrte er nach Köln zurück. Der Wiederaufbau der Firma gelang trotz schwieriger Rahmenbedingungen. In den Folgejahren erfuhr der Aufbau des regionalen Innungs- und Verbandswesens der Branche durch Jakob Niederberger eine maßgebliche Unterstützung.
Der Aufschwung in den 1950er-Jahren erfasste auch die Niederberger Gruppe und das Unternehmen schaffte sich einen Fuhrpark an. 1956 wurde Werner Scheffler Mitinhaber. Er trieb daraufhin die Expansion des Dienstleisters voran, die 1961 mit der Gründung der ersten Tochtergesellschaft in Berlin begann. Bis 1965 folgten weitere Niederlassungen in Duisburg, Bonn und Aachen. 1973 gründete Jakob Niederberger die GBR-Großbauten-Reinigung in Köln-Porz. Ein weiterer Betrieb nahm 1977 in Berlin seine Tätigkeit auf.
1980 starb Jakob Niederberger. Die Geschäfte wurden zunächst von Werner Scheffler übernommen, der zwei Jahre später ebenfalls verstarb. Die Nachfolge trat sein Sohn, Bernd Scheffler, an. 1986 wurde die Expansion erneut in Berlin vorangetrieben und der zweite Betrieb der GBR-Großbauten-Reinigung eröffnet. Seinen Schwerpunkt legte er auf Krankenhaus- und Hotelservices. Im Jahr 1988 führte die Niederberger Gruppe das JOS-Verfahren zur schonenden Reinigung empfindlicher Fassadenoberflächen ein.
Nach der Wiedervereinigung expandierte die Unternehmensgruppe nach Ostdeutschland. 1991 nahm die Niederlassung im brandenburgischen Strausberg ihren Betrieb auf. 2007 folgte ein Wechsel im Management der Unternehmensgruppe. Bernd Scheffler zog sich aus dem operativen Geschäft zurück und übergab die Unternehmensführung an Holger Eickholz und Frank A. Ohrem. Das Standortnetz wurde um Niederlassungen in Bremen und Mainz erweitert und die der Unternehmensgruppe angehörigen Betriebe traten fortan unter der einheitlichen Dachmarke Niederberger Gruppe auf.
Am 1. August 2010 übernahmen Holger Eickholz und Frank A. Ohrem die Anteile von Bernd Scheffler am Unternehmen. Seitdem halten sie jeweils 50 Prozent an der Niederberger Gruppe.
Die technischen Dienstleistungen und das notwendige Equipment wurden im Jahr 2013 schrittweise aus den regionalen Betrieben in die bundesweit agierende Niederberger Gruppe technische Dienste GmbH & Co. KG mit Hauptsitz in Bochum überführt. Bis zum Jahresende 2020 konnte der technische Betrieb auf gut 85 operativ tätige Mitarbeiter ausgebaut werden.
Im April 2023 erhält die neu gegründete Niederberger Gruppe Elektrotechnik GmbH & Co. KG ihre handwerkliche Zulassung der Handwerkskammer Berlin.
Die Niederberger Gruppe hat Marc-A. Eickholz am 1. Juli 2023 für sämtliche operativen Betriebe in die Geschäftsführung berufen, nachdem er bereits seit Januar 2023 die Geschäftsführung der Niederberger Gruppe Verwaltungs-GmbH ergänzt. Damit ist nun neben den beiden Gesellschaftern Holger Eickholz und Frank A. Ohrem ein weiterer Geschäftsführer für sämtliche Einheiten der Gruppe verantwortlich.

## Standorte
Die Niederberger Gruppe verfügt über zwölf Betriebe in Aachen, Berlin (2×), Bochum, Bonn, Düsseldorf, Duisburg, Hamburg, Köln, Mainz, Oyten bei Bremen und Strausberg sowie 19 regionale Stützpunkte.

## Dienstleistungen
Die Niederberger Gruppe erbringt infrastrukturelle und technische Gebäudedienste. Neben der Unterhaltsreinigung von Gebäuden zählen hierzu unter anderem die Graffitibeseitigung, die Reinigung von Glas-, Stein- und Metallfassaden, die Grünanlagenpflege sowie die Übernahme von Hausmeisterservices und Kurierdiensten. Auch die Bau- und Industriereinigung sowie die Wartung von Industrieanlagen sind Teil der Dienstleistungen der Niederberger Gruppe. Zudem hat sich das Unternehmen mit seinem Geschäftsbereich Food Service auf die Reinigung und Desinfektion in Lebensmittelbetrieben spezialisiert. Zu den Leistungen zählen hier insbesondere die Abtötung von Mikroorganismen durch Reinigung und Desinfektion, die Erstellung von Hygieneplänen, die Bereitstellung von Hygienemitteln sowie Maßnahmen zur Optimierung des Wasser- und Energieverbrauches. Ein weiterer Unternehmenszweig ist den technischen Facility Services gewidmet. Hier bietet das Unternehmen unter anderem Facility-Scans, Elektroprüfungen nach DGUV (3), Kontrolle, Reinigung und Desinfektion von raumlufttechnischen Anlagen (RLT) gem. VDI 6022, Wasserbeprobungen nach den Bestimmungen der Trinkwasserverordnung gem. VDI 6023 und Maßnahmen zur Gebäudesanierung an. Einzelne Betriebe sind zudem als Entsorgungsfachbetrieb zertifiziert und/oder besitzen eine Genehmigung gemäß § 15 – Strahlenschutzverordnung (StrlSchV) für Tätigkeiten, die dem Strahlenschutz unterliegen.

## Mitarbeiterstruktur
Die Niederberger Gruppe beschäftigte im Jahr 2022 bundesweit 4.109 Mitarbeiter. Davon waren 87,3 Prozent sozialversicherungspflichtig beschäftigt. Ihre durchschnittliche Betriebszugehörigkeit lag bei 8,1 Jahren.

## Ausbildung
Die Niederberger Gruppe stellt jährlich etwa 100 Ausbildungsplätze zur Verfügung und bildet ständig mehr als 50 junge Menschen vorwiegend in den Berufen Gebäudereiniger und Bürokaufleute aus. Für sein besonderes Engagement bei der Ausbildung erhielt das Unternehmen 2006 den Ausbildungspreis des Bundesinnungsverbandes des Gebäudereiniger-Handwerks und wurde 2018 von Focus Money als bester Ausbildungsbetrieb der Branche ausgezeichnet. Im August 2023 kann die Niederberger Gruppe Elektrotechnik GmbH & Co. KG ihre ersten beiden Auszubildenden im Bereich „Elektroniker Energie- und Gebäudetechnik“ begrüßen.

## Verbandsmitgliedschaften
Die Niederberger Gruppe ist über ihre Betriebe in den jeweiligen regionalen Innungen und ihrer Landesverbände sowie im Bundesinnungsverband organisiert. Zudem ist das Unternehmen im Arbeitskreis Dienstleister im Gesundheitswesen engagiert. Des Weiteren ist die Niederberger Gruppe Mitglied im GEFMA Deutscher Verband für Facility Management e.V. sowie der Vereinigung Gütegesicherte Reinigung von Metallfassaden (GRM) angeschlossen.

## Belege
1. 1 2  Historie – Niederberger Gruppe. Abgerufen am 1. September 2018.
2. ↑  Firmengruppe Niederberger: Neuer Geschäftsführer. In: rationell reinigen. 13. November 2007, ehemals im Original (nicht mehr online verfügbar); abgerufen am 13. Mai 2023. (Seite nicht mehr abrufbar. Suche in Webarchiven)
3. ↑  Management – Niederberger Gruppe. Abgerufen am 1. September 2018.
4. ↑  Niederberger-Gruppe schärft Corporate Identity. In: rationell reinigen. 6. April 2011, ehemals im Original (nicht mehr online verfügbar); abgerufen am 13. Mai 2023. (Seite nicht mehr abrufbar. Suche in Webarchiven)
5. ↑  Eickholz und Ohrem übernehmen Niederberger. In: rationell reinigen Gebäudedienste. 16. August 2010, abgerufen am 10. Juli 2022.
6. ↑  Historie – Niederberger Gruppe. Abgerufen am 19. August 2023.
7. ↑  Standorte der Gebäudereinigung – Niederberger Gruppe. Abgerufen am 1. September 2018.
8. ↑  Perfekte Hygiene ist ein Muss (Memento vom 10. Februar 2013 im Webarchiv archive.today) Die Fleischerei, Ausgabe 6/2012
9. ↑  Pressemeldung – Regelmäßiger Legionellen-Check: NIEDERBERGER Gruppe erweitert Facility Support um Wasserbeprobung gemäß neuer Trinkwasserverordnung – Niederberger Gruppe. Abgerufen am 10. Juli 2022.
10. ↑  Kennzahlen – Niederberger Gruppe. Abgerufen am 1. September 2018.
11. ↑  Preisträger 2006. Abgerufen am 10. Juli 2022.
12. ↑  Mitgliedschaften – Niederberger Gruppe. Abgerufen am 10. Juli 2022.